# Lufthansa Regional
Lufthansa Regional war eine im Jahr 2004 als Nachfolger des Team Lufthansa etablierte Dachmarke für Regionalfluggesellschaften, die für Lufthansa Regional- und Zubringerflüge durchführte. Zunächst operierten fünf Gesellschaften unter der Marke, bis 2018 noch zwei. Seitdem wird die Marke nicht mehr verwendet.

## Partner

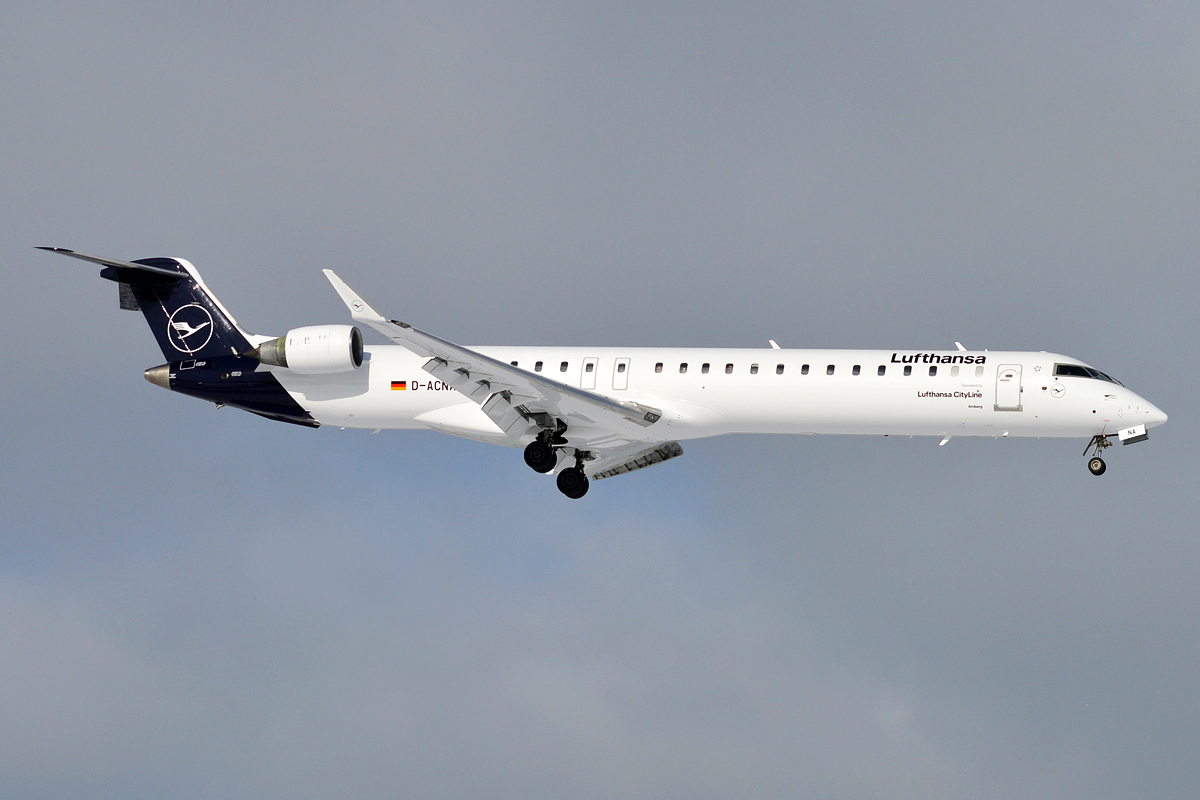
Ein Bombardier CRJ900 der Lufthansa CityLine im Einsatz für Lufthansa Regional in der aktuellen Farbgebung

Bis 2018 operierten Air Dolomiti und Lufthansa CityLine unter der Marke Lufthansa Regional, beide sind Tochtergesellschaften der Lufthansa. Die Verträge mit den früheren externen Partnern Augsburg Airways und Contact Air wurden als Teil von Sparmaßnahmen zum September 2012 (Contact Air) und Oktober 2013 (Augsburg Airways) gekündigt, die Tochtergesellschaft Eurowings erhielt ab Oktober 2014 andere Aufgaben innerhalb des Konzerns.

## Markenauftritt

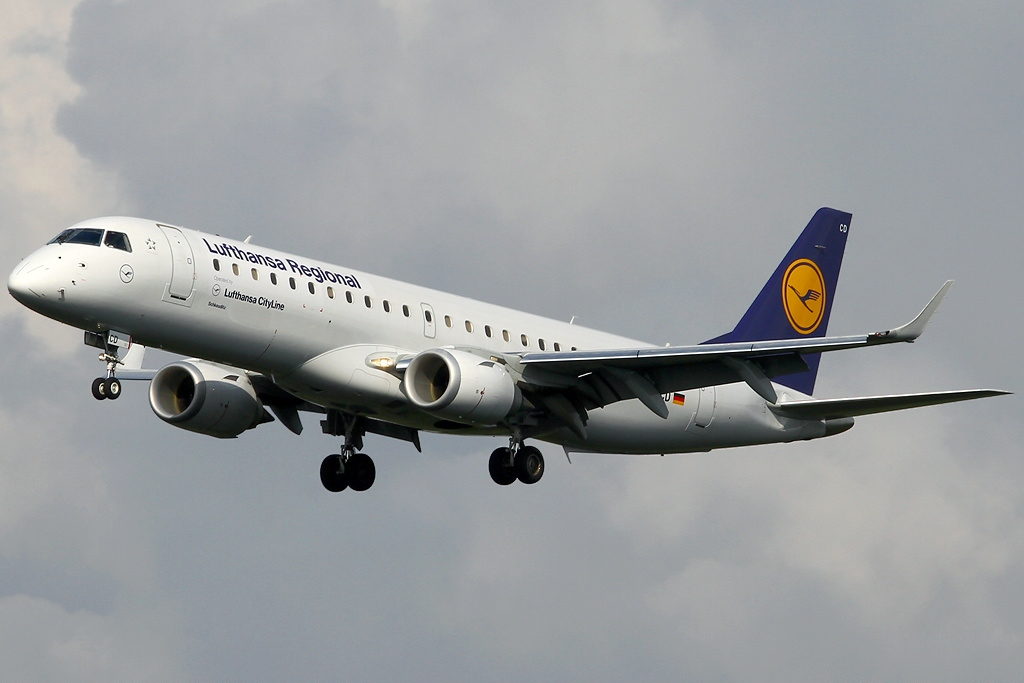
Lufthansa CityLine Embraer 190 im Einsatz für Lufthansa Regional in älterem Farbschema

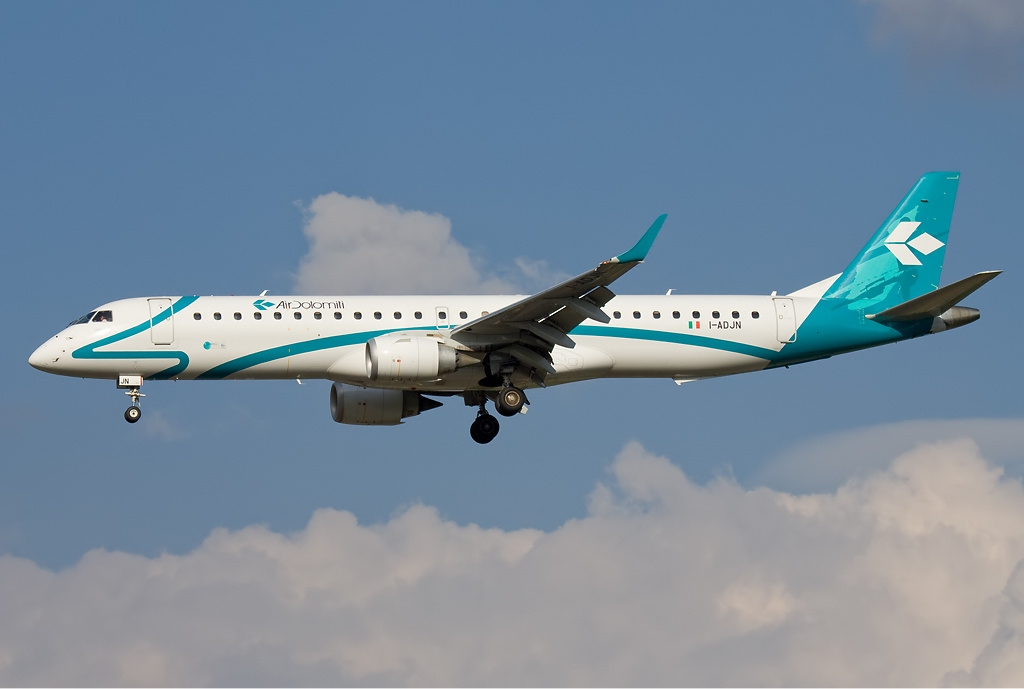
Air Dolomiti Embraer 195 im Einsatz für Lufthansa Regional

Der Markenauftritt von Lufthansa Regional orientierte sich teilweise am Corporate Design der Lufthansa:
- Die Maschinen von Lufthansa CityLine führten bis zur Einführung des neuen Markenauftritts 2018 das Logo der Lufthansa, den Kranich, am Seitenleitwerk und trugen den Schriftzug Lufthansa Regional mit dem Zusatz Operated by Lufthansa CityLine in DLH Helvetica sowie das Lufthansa-Logo unter den seitlichen Cockpitfenstern und das Logo der Star Alliance neben dem Cockpitfenster.
- Air Dolomiti hat eine von Lufthansa Regional unabhängige Bemalung. Die Zugehörigkeit zum Lufthansa-Konzern ist an deren Fluggeräten nicht ersichtlich, sie tragen allerdings den Schriftzug „Partner of Lufthansa“.
- Die früheren Mitglieder Contact Air, Augsburg Airways und Eurowings führten am Seitenleitwerk ein Muster in den Lufthansa-Farben blau und gelb, jedoch nicht das Lufthansa-Logo. Die De Havilland DHC-8-400 der Augsburg Airways trugen zuletzt als einzige den Schriftzug Lufthansa Regional, auf allen anderen Flugzeugen war, unter anderem aus tarifvertraglichen Gründen, der Name der jeweiligen Gesellschaft angebracht. Einige Maschinen der Contact Air trugen eine Star-Alliance-Sonderbemalung.
- Der 2018 eingeführte neue Markenauftritt der Mutter Lufthansa wurde auch für die Lufthansa CityLine sukzessive übernommen, neben dem neuen Design des Seitenleitwerks in weiß und dunkelblau entfiel der Titel Lufthansa Regional zugunsten von Lufthansa.

## Streckennetz
Lufthansa Regional verbindet die Flughäfen der Regionen mit den großen Drehkreuzen der Lufthansa in Frankfurt und München. Die Flüge von Lufthansa Regional sind mit dem Flugplan der Lufthansa abgestimmt und tragen LH-Flugnummern. Kunden können alle Lufthansa-Serviceeinrichtungen und deren Buchungssystem nutzen. Die Fluggesellschaften sind Partner des Vielflieger-Programms Miles & More der Lufthansa. Lufthansa Regional fliegt über 80 Ziele in Europa an und bedient dabei über 150 Flugstrecken. Die Fluggesellschaften führen Flüge mit 58 Flugzeugen durch.

## Belege
1. ↑  Contact Air verliert Lufthansa-Vertrag. airliners.de, 29. November 2011, archiviert vom Original (nicht mehr online verfügbar) am 1. Februar 2012; abgerufen am 15. Mai 2013.
2. ↑  Ulf Brychcy: Lufthansa kündigt Augsburg Air (Memento vom 2. Mai 2013 im Internet Archive). Artikel auf ftd.de vom 28. Oktober 2012. Abgerufen am 28. Oktober 2012